# Blåfotslav
Blåfotslav (Cladonia cyanipes) är en lavart som först beskrevs av Søren Christian Sommerfelt och fick sitt nu gällande namn av William Nylander. 
Blåfotslav ingår i släktet Cladonia och familjen Cladoniaceae. Arten är reproducerande i Sverige.